# Guvernul Petru Groza (2)
Guvernul Petru Groza (2) a fost un consiliu de miniștri care a guvernat România în perioada 1 decembrie 1946 - 30 decembrie 1947.

## Componența
- Președintele Consiliului de Miniștri

Petru Groza (1 decembrie 1946 - 29 decembrie 1947)
- Vicepreședintele Consiliului de Miniștri

Gheorghe Tătărăscu (1 decembrie 1946 - 5 noiembrie 1947)
- Ministrul de interne

Teohari Georgescu (1 decembrie 1946 - 29 decembrie 1947)
- Ministrul de externe

Gheorghe Tătărăscu (1 decembrie 1946 - 5 noiembrie 1947)
Ana Pauker (5 noiembrie - 29 decembrie 1947)
- Ministrul justiției

Lucrețiu Pătrășcanu (1 decembrie 1946 - 29 decembrie 1947)
- Ministrul de război

General Mihail Lascăr (1 decembrie 1946 - 5 noiembrie 1947)
Emil Bodnăraș (5 noiembrie - 29 decembrie 1947)
- Ministrul finanțelor

Alexandru Alexandrini (1 decembrie 1946 - 5 noiembrie 1947)
Vasile Luca (5 noiembrie - 29 decembrie 1947)
- Ministrul agriculturii și domeniilor

Traian Săvulescu (1 decembrie 1946 - 29 decembrie 1947)
- Ministrul economiei naționale (din 29 noiembrie 1946, Ministrul economiei naționale; din 5 aprilie 1947, Ministrul industriei și comerțului)

Gheorghe Gheorghiu-Dej (1 decembrie 1946 - 29 decembrie 1947)
- Ministrul minelor și petrolului

Tudor Ionescu (1 decembrie 1946 - 29 decembrie 1947)
- Ministrul comunicațiilor

Nicolae Profiri (1 decembrie 1946 - 29 decembrie 1947)
- Ministrul lucrărilor publice

Ion Gh. Vântu (1 decembrie 1946 - 5 noiembrie 1947)
Theodor Iordăchescu (5 noiembrie - 29 decembrie 1947)
- Ministrul cooperației

Romulus Zăroni (1 decembrie 1946 - 29 decembrie 1947)
- Ministrul muncii și asigurărilor sociale

Lotar Rădăceanu (1 decembrie 1946 - 29 decembrie 1947)
- Ministrul sănătății

Florica Bagdasar (1 decembrie 1946 - 29 decembrie 1947)
- Ministrul educației naționale

Ștefan Voitec (1 decembrie 1946 - 29 decembrie 1947)
- Ministrul informațiilor

Octav Livezeanu (1 decembrie 1946 - 29 decembrie 1947)
- Ministrul cultelor

Radu Roșculeț (1 decembrie 1946 - 5 noiembrie 1947)
Stanciu Stoian (5 noiembrie - 29 decembrie 1947)
- Ministrul artelor

Ion Pas (1 decembrie 1946 - 29 decembrie 1947)

## Sursa
- Stelian Neagoe - "Istoria guvernelor României de la începuturi - 1859 până în zilele noastre - 1995" (Ed. Machiavelli, București, 1995)
- Rompres Arhivat în 11 februarie 2007, la Wayback Machine.

| Precedat(ă) de: Guvernul Petru Groza (1) | Guvernul Petru Groza (2) 1 decembrie 1946 - 29 decembrie 1947 | Succedat(ă) de: Guvernul Petru Groza (3) |